# المعهد القومي للاتصالات (مصر)

شعار المعهد

انشئ المعهد القومي للاتصالات في مصر عام 1984 كمركز تميز وبيت خبرة ومؤسسة تدريبية رائدة ومحور للنشاط البحثي التطبيقي في مجال الإتصالات وذلك من خلال الإمكانات التدريبية والبحثية المتطورة والمتوفرة لدى المعهد بأقسامه العلمية المختلفة في مجالات نظم تكنولوجيا الإتصالات الحديثة والتي تعزز قدرته على خدمة وتنمية قطاع الاتصالات ليس فقط في مصر وانما في جميع أنحاء الوطن العربي والدول الصديقة.
ويعتبر المعهد القومي للاتصالات معهدًا علميًّا وتدريبيًّا وبحثيًّا، وقد أنشيء من أجل هذه الأهداف:
(1) توفير جودة عالية ومتقدمة لخريج كلية الهندسة والتعليم والتدريب في مجال الاتصالات السلكية واللاسلكية من أجل تلبية الطلب على المهندسين المتخصصين في مجال تكنولوجيا الاتصالات الحديثة.
(2) القيام بالأبحاث ورعاية مجال الاتصالات السلكية واللاسلكية وذلك بهدف حل المشاكل التقنية التي تواجه شركات الاتصالات، وتشجيع الصناعة المحلية للاتصالات وصياغة نسخة للمستقبل.
(3) تقديم المشورة التقنية والخبرة في مجال السياسات في شكل خدمات استشارية ودراسات الجدوى وتخطيط الشبكة ، وتوحيد المقاييس، ودراسات تقييم التكنولوجيا والقياسات الميدانية والاختبار.
(4) تنظيم الندوات وورش العمل والمؤتمرات في مختلف مجالات تكنولوجيا الاتصالات، والسياسة والإدارة.
(5) التعاون مع المنظمات الإقليمية والدولية العاملة في مجال تكنولوجيا المعلومات والاتصالات.

## وصلات خارجية
- الموقع الرسمي